# Carinodes curiatus
Carinodes curiatus là một loài tò vò trong họ Ichneumonidae.